# Jean-François Nothomb
Jean-François Nothomb, né à Hasselt, le 5 janvier 1919 et mort à Rome, le 6 juin 2008  est un résistant belge de la Seconde Guerre mondiale et un prêtre catholique. Durant la guerre, il fut l'un des passeurs du réseau Comète pour exfiltrer des alliés depuis la Belgique jusqu'en Espagne. Recruté par Jean Greindl en août 1942 pour seconder Andrée De Jongh dans le sud de la France, il devient le responsable du réseau après son arrestation en janvier 1943 et pilote la filière de Paris aux Pyrénées. Il est arrêté à son tour en janvier 1944. Il connait plusieurs prisons et est condamné à mort par les Allemands et déporté. Il est libéré de la prison d'Amberg (de) en avril 1945. Après la guerre, de santé fragile, il séjourne longuement en Suisse. En 1947, il se fiance avec Andrée De Jongh mais décide finalement, comme le fait Andrée De Jongh, de se mettre au service des autres. Il entre dans les ordres — tandis qu'Andrée reprend des études d'infirmière — et devient petit frère de l'Évangile dans la congrégation de Charles de Foucauld. Missionnaire, il travaille en Algérie et au Venezuela. Sa santé vacille, et, en 1974, il est appelé à Rome pour servir d'intermédiaire entre sa congrégation et le Vatican. Vers 1979, il tombe amoureux de son infirmière, Anna Leggieri. Il décide de quitter les ordres et de l'épouser. Il devient alors auteur et traducteur. Ils auront deux enfants. Jean-François Nothomb meurt à Rome, le 6 juin 2008.

## Éléments biographiques
Jean François Nothomb nait le 5 janvier 1919. Son père, Pierre Nothomb « célèbre nationaliste, homme politique de droite ultra-catholique et admirateur en son temps de Mussolini, également écrivain bien connu » aura treize enfants de deux femmes différentes. Jean-François nait de la première union de Pierre Nothomb avec Juliette Bamps. Il est le cinquième enfant dans une fratrie de huit et a cinq demi-frères et sœurs.
Après ses humanités, il intègre l'armée belge en 1937 pour effectuer son service militaire de 16 mois.

### Seconde Guerre mondiale
Lorsque la guerre éclate, il prend part, en tant que sous-officier, à la campagne des 18 jours jusqu'à ce que, rattrapé par l'offensive allemande, il soit fait prisonnier et emmené en captivité. Il parvient à s'évader de son camp d'internement et rentre en Belgique à l'automne 1941. Il envisage un temps de rallier l'Angleterre ou de tenter de rejoindre le Congo belge pour poursuivre la lutte contre les Nazis. En août 1942, il contacte son ami, Georges d'Oultremont qui lui propose d'intégrer la résistance au sein du Réseau Comète.
Le 7 octobre 1942, en compagnie d'une autre recrue, son ami Victor Michiels, il rencontre pour la première fois Jean Greindl, « Némo », qui coordonne le réseau pour la Belgique. Avec son bras droit, Peggy Van Lier, Jean Greindl a restructuré complètement le réseau. Il le dirige depuis la Cantine suédoise de la Croix-Rouge suédoise qui vient en aide aux enfants démunis en leur fournissant des vêtements et de la nourriture et dont il est le directeur. Nemo et Peggy Van Lier fabriquent de faux papiers, pourvoient au ravitaillement, organisent les safe houses et supervisent les exfiltrations,.
Jean Greindl est alors à la recherche d'un assistant pour Andrée De Jongh qui le presse de lui fournir un adjoint pour le cas où elle serait arrêtée. Il lui fallait quelqu'un qui puisse se fondre dans la masse et passer pour un Basque ou un Espagnol. Le teint sombre de Jean-François Nothomb convenait à merveille. Jean-François Nothomb part pour Paris rencontrer Andrée De Jongh et son père, Frédéric, alias « Paul »,.

#### Apprenti passeur

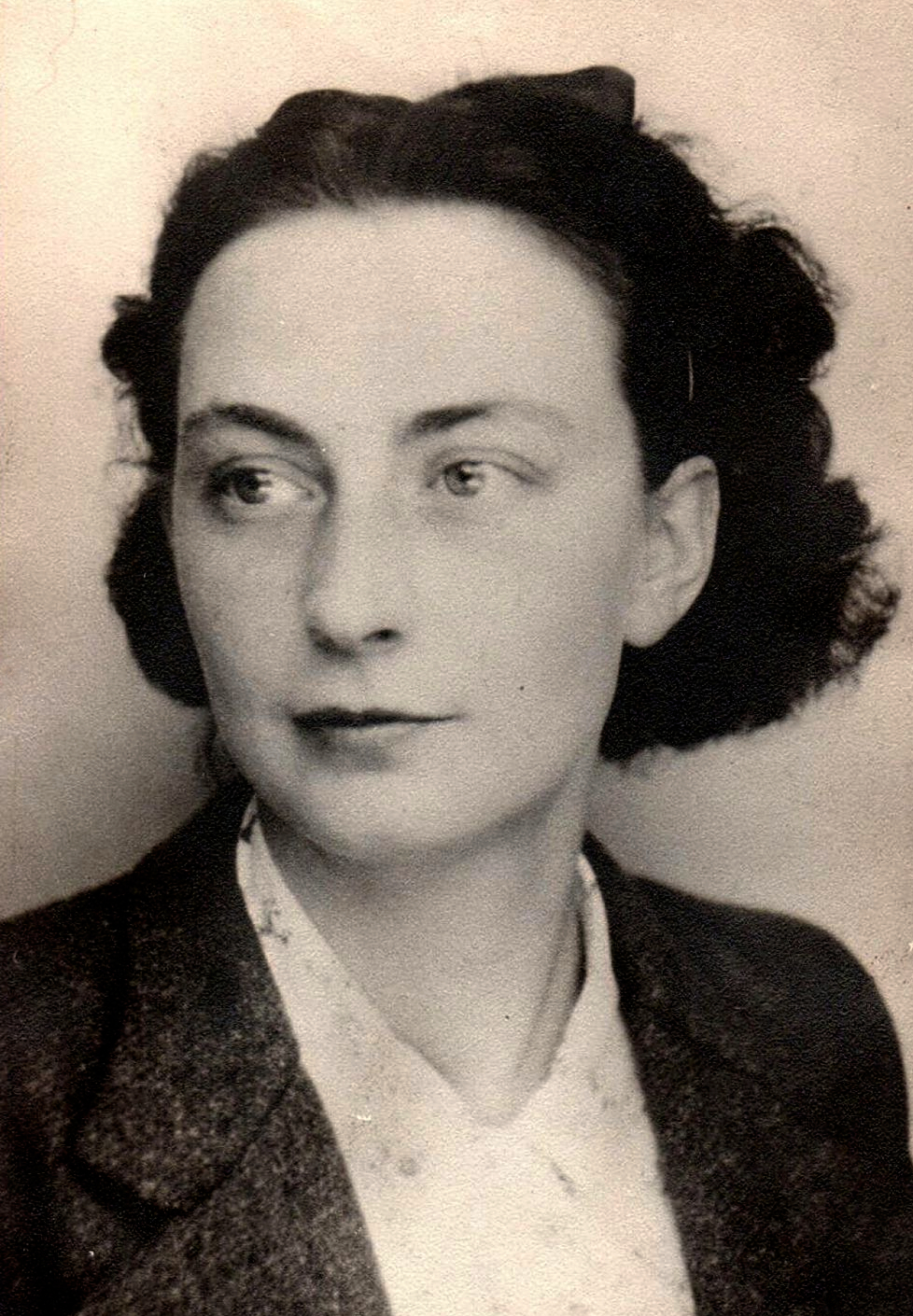
Andrée De Jongh en 1941 avait teint ses cheveux en noir.

Dès le début, son aide fut précieuse pour seconder Frédéric De Jongh et Andrée. Tous trois partageaient l'appartement parisien après l'arrestation d' Elvire Morelle à la suite de l'affaire Maréchal en novembre 1942. Jean-François Nothomb, « Franco » dans le réseau, accompagne Andrée De Jongh de Paris à Bayonne puis à Anglet et devient un passeur attitré des Pyrénées au côté des mugalari (en) basques.
Jean François Nothomb, malgré les conversations parfois animées avec son chef, « Dédée » de Jongh, dont les convictions religieuses et politiques libérales contrastaient avec ses convictions plus conservatrices. Pourtant, explique-t-il, ces différences n'ont pas affecté leur travail commun pour aider les évadés. Ce qui est confirmé par le grand succès remporté par le réseau Comète dans l'évacuation des aviateurs vers l'Espagne.

#### Chef du réseau
Le 15 janvier 1943, lorsqu'Andrée De Jongh, dénoncée par un valet de ferme basque, est arrêtée dans le hameau d'Urrugne à Bidegain-Berri avec trois aviateurs et Frantxia Haltzuet, c'est « Franco » qui prend les commandes de la ligne. Le 24 janvier, il franchit les Pyrénées avec Florentino Goikoetxea pour avertir leur contact du MI9, Michael Creswell (en), alias « Monday », de la terrible nouvelle. Nothomb se rend ensuite à Gibraltar où une réunion a lieu pour préparer la suite. Le Gouverneur Noel Mason-MacFarlane lui adresse le message suivant :

« Au nom de Sa Majesté le Roi et du gouvernement belge, je suis chargé de vous transmettre notre gratitude pour votre magnifique travail. Veuillez transmettre ce message à tous les membres de la ligne Comète et les remerciements sincères des Alliés. Dites-leur que le jour de la libération arrivera bientôt,. »

Ce à quoi, Jean-François Nothomb répond : « C'est merveilleux d'être ici, dans cette grande forteresse, ne serait-ce que pour une journée. Cela m'a donné un grand espoir. Pour la première fois, j'ai le sentiment que les forces du mal ne l'emporteront pas. »
Jean-François Nothomb et d'autres membres du réseau échafaudent un plan pour faire évader Andrée De Jongh mais ce dernier ne peut pas être mis à exécution, Andrée ayant été transférée de prison.
Il faut tout reprendre avec Elvire De Greef et Florentino Goikoetxea, Frédéric De Jongh et Micheline Dumon, tout réorganiser. Il devient plus que nécessaire de développer de nouvelles routes pour rallier l'Espagne.
Nouveau coup du sort, un mois plus tard, en février 1943 lorsque Jean Greindl qui coordonne Bruxelles est arrêté à son tour. En juin 1943, cette fois, c'est Frédéric De Jongh, victime d'un délateur infiltré, Jacques Desoubrie, alias « Jean Masson », qui est arrêté. À de multiples reprises, le réseau ne tient plus qu'à un fil ténu. Jean-François Nothomb doit alors rétablir les liaisons entre Bruxelles et Paris, entre Paris et Bayonne et continuer à organiser les exfiltrations,.
Jean-François Nothomb consent alors, du bout des lèvres, a intégrer un agent formé par le MI9, Jacques Le Grelle, « Jérôme ». La ligne Paris, Bayonne est divisée en deux, Jacques Le Grelle coordonnant la ligne de Paris à Bordeaux et Jean-François Nothomb coordonnant le sud. Fort heureusement, le courant passe entre les deux hommes. Un nouveau membre émerge à Bruxelles, il s'agit d'Yvon Michiels.

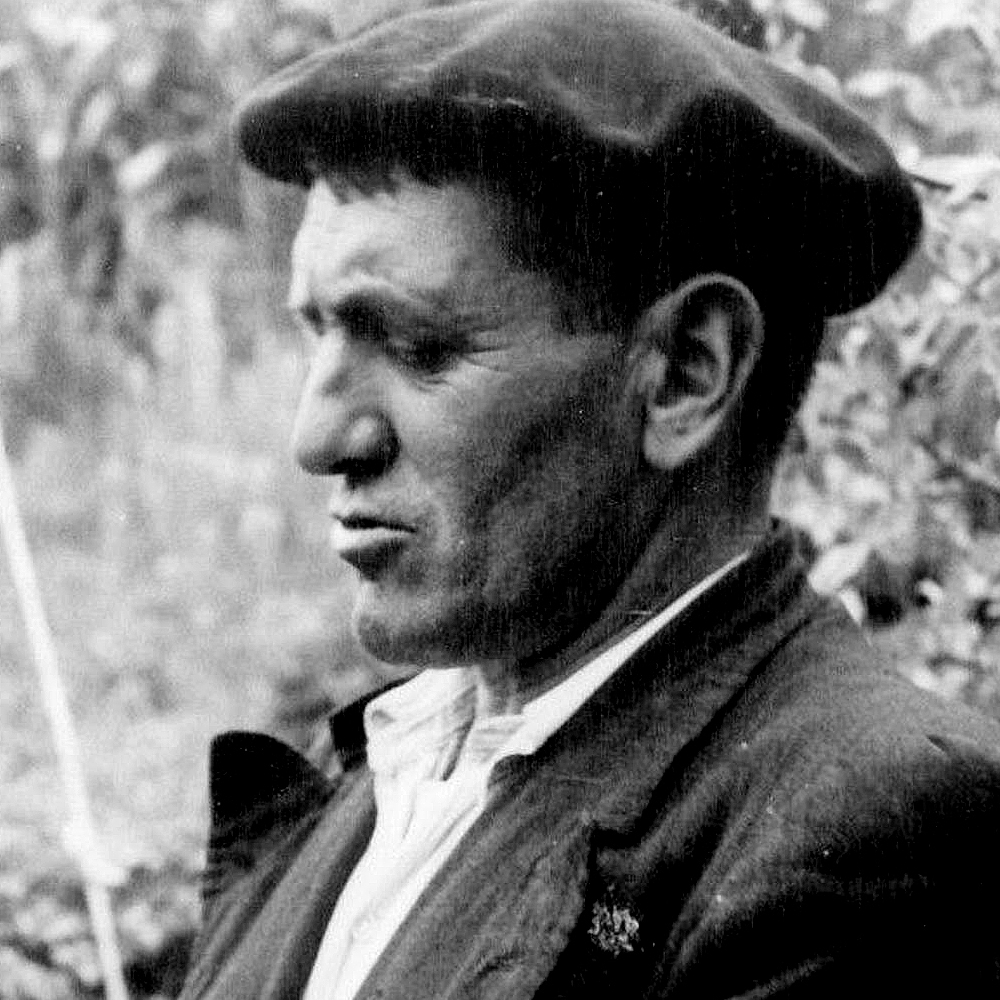
Florentino Goikoetxea vers 1945.

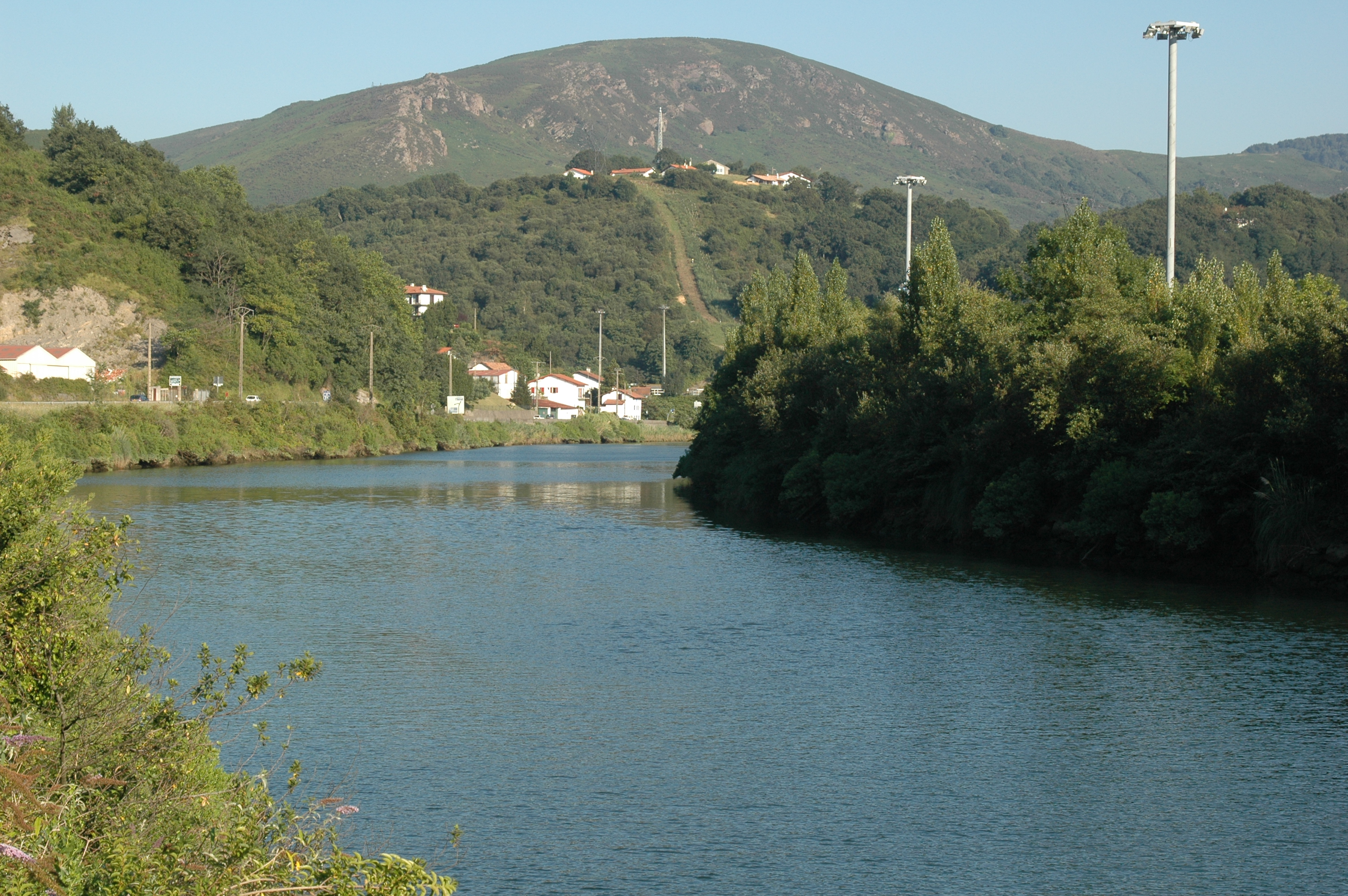
La Bidassoa aux environs de Béhobie.

Antoine d'Ursel, alias « Jacques Cartier », qui coordonnait Bruxelles depuis l'arrestation de Jean Greindl est contraint à la clandestinité.

#### La nuit du 23 au 24 décembre 1943
Cette nuit-là, Jean-François Nothomb et deux passeurs basques, Manuel et Ramon, doivent faire passer les Pyrénées à sept candidats à l'exfiltration. Il y a 4 aviateurs américains, un Français qui n'était pas membre du réseau, un Belge, « Daniel Mouton », Albert Ancia en fait, et Antoine d'Ursel. Florentino Goikoetxea, le passeur de légende, grippé, n'avait pu prendre en charge le groupe, il est donc remplacé par deux guides que Jean-François Nothomb connaissait mais ils ne sont pas faits du même bois. Il pleut à verse. Après plusieurs heures de marche, le groupe arrive sur la berge de la Bidassoa au point de passage. La rivière est en crue, son débit est puissant. Ils décident de passer néanmoins à gué pour ne pas avoir à se dérouter vers un petit pont. Habitués, les guides et Jean-François Nothomb nouent leur pantalon autour de leur cou et entrent dans les eaux glacées. Le groupe s'avance, il y a les quatre Américains et le Français, ils ont de l'eau jusqu'à la taille. Comme convenu, Ramon, la rivière traversée, part en éclaireur dans la montagne espagnole et attend le groupe à un endroit convenu. Manuel, retraverse vers le côté français pour aider à faire traverser Antoine d'Ursel et Albert Ancia,.
Jean-François-Nothomb les attend côté espagnol. Lorsque les trois hommes sont au milieu du gué, 4 coups de feu retentissent. Au même instant, Jean-François Nothomb entend un cri, il s'agit d'Antoine d'Ursel qui a perdu l'équilibre, les trois hommes sont emportés dans les flots tumultueux. Seul Manuel arrive de l'autre côté. Albert Ancia, emporté parvient à regagner la berge bien plus en aval mais il est aussitôt arrêté par les douaniers espagnols. Jean-François envoie Manuel s'occuper du reste du groupe tandis que lui sillonne la berge côté espagnol à la recherche d'Antoine d'Ursel. Soudain, en réponse à ses sifflements, Jean-François entend un sifflement provenant de la berge opposée, c'est Antoine d'Ursel, il est en sécurité. Jean-François Nothomb retraverse la rivière et rejoint Antoine d'Ursel qui est transi de froid, son pantalon a été emporté par le courant. Jean-François Nothomb lui dit qu'ils vont retourner chez Kattalin Aguirre (en) à Ciboure et qu'ils tenteront la traversée un autre jour. Mais le Comte d'Ursel, âgé de 47 ans, ne veut rien entendre de Jean-François Nothomb, alors âgé de 24 ans. Ce dernier confie dans ses mémoires : « Je n'aurais pas du accéder à ses souhaits mais il avait le double de mon âge et trois fois plus d'expérience que moi dans la vie »,.
Ils se remettent donc en route pour retenter de traverser. Jean-François Nothomb est en tête, Antoine d'Ursel suit derrière agrippé au pantalon noué autour du cou de Jean-François Nothomb. Soudain, trois nouveaux coups de feu retentissent, ils poursuivent leur chemin et, arrivé au milieu, là où le courant est le plus fort, Antoine d'Ursel perd pied et est emporté par les flots. Jean-François le cherche, l'appelle. Il parvient à regagner la berge française, il la descend pendant une demi-heure à la recherche d'Antoine, il siffle, attend une réponse, en vain. Jean-François est désespéré, il se rend à Ciboure et va réveiller Florentino qui est fiévreux, il se met néanmoins en route pour Biriatou mais il rentre bredouille. Ce n'est qu'en janvier 1944 qu'ils apprendront de sources anglaises que les gardes frontières avaient repêché deux cadavres, celui d'Antoine d'Ursel et celui du Lieutenant James Frederic Burch qui, tombé à l'eau, s'est également noyé cette nuit-là dans des circonstances inconnues de tous. Les corps, sont découverts le lendemain vers Irun par les gendarmes de Béhobie, ils sont ensuite remis aux Allemands, on ignore, aujourd'hui encore, le lieu de leurs sépultures,.
Les trois autres Américains, prit sous le feu des gardes espagnols, sont également arrêtés cette nuit-là,.

#### Arrestation, jugement et déportation
À Paris, en décembre 1943, Jacques Le Grelle, grillé, doit se mettre au vert. Il décide de remonter à Bruxelles et de confier l'interim à Maurice Grapin, alias « Henri Crampon » dont l'épouse, Roxane Dufourd-Deletre fait également partie du réseau. Hélas, très vite trahi par Jacques Desoubrie, les deux époux sont arrêtés. Voyant sa femme enceinte de cinq mois menacée de torture, Grapin parle et donne l'adresse d'une safe house à Paris où Maurice Grapin, par l'entremise de sa femme, donne rendez-vous à Jacques Le Grelle à son retour de Bruxelles, le 17 janvier 1944. Jacques Le Grelle est aussitôt arrêté et sévèrement torturé mais il ne parle pas. 
Les Allemands font de l'appartement une souricière et attendent patiemment que d'autres résistants s'y présentent. Après 20 traversées des Pyrénées et 67 aviateurs alliés secourus, Jean-François Nothomb se rend à l'appartement pour y rencontrer Le Grelle. Il connait le même sort, le lendemain, 18 janvier 1944. Après la guerre, Jean-François Nothomb témoigne à la décharge de Maurice Grapin expliquant que c'est une bonne personne ; qu'il n'a rien de comparable avec un tueur de sang-froid comme Jacques Desoubrie. Il est condamné à deux années de services[Quoi ?]. Desoubrie, jugé en même temps que Grapin, quant à lui, est condamné à mort et sera exécuté en 1949. Jean-François Nothomb et Jacques Le Grelle assisteront à leurs procès.
Jean-François Nothomb, à la suite de son arrestation, est d'abord incarcéré à la prion de Fresnes puis secrètement transféré à la Prison de Saint-Gilles, le 31 janvier 1944. Il est jugé par le conseil de guerre de la Luftwaffe et condamné à mort, le 26 juillet 1944. Le 22 août 1944, il est transféré à la prison de Bonn puis ayant transité par Coblence, Francfort, Nuremberg et Bamberg, il arrive à la prison de Bayreuth, le 15 septembre 1944. Il y reste jusqu'au 15 mars 1945, date de son dernier transfert lié à l'avance alliée, à la prison d'Amberg (de) abandonnée par ses geôliers et libérée par les troupes américaines, le 23 avril 1945. Il est rapatrié en Belgique par un vol militaire, le 16 mai 1945,.

### Après la guerre
Très affaibli, son état de santé est préoccupant. Il part en convalescence en Suisse pendant seize mois. En 1947, avec Andrée De Jongh, ils repartent en « pèlerinage » dans le Sud de la France. Ils constatent tous deux « qu'il y a de l'amour entre eux » et se fiancent. Jean-François Nothomb connait alors de nouveaux soucis de santé et repart en Suisse. À son retour, il renonce à son engagement envers Andrée De Jongh et entre dans les Ordres au sein des Petits Frères de l'Évangile de Charles de Foucauld. Il accomplit différentes missions, en Algérie puis au Venezuela. En 1974, à la suite de problèmes de santé, sa congrégation le charge de la représenter à Rome. En 1979, il tombe amoureux de son infirmière, de 25 ans sa cadette, Anna Leggieri, rompt ses voeux et l'épouse en 1980 puis religieusement en 1985. Ils ont deux enfants, Agnese et Ghislaine. Jean-François Nothomb devient alors auteur et traducteur. Il meurt à Rome, le 6 juin 2008,. Lors de ses funérailles, Andrée Dumon et Brigitte d'Oultremont y représente le Réseau Comète.

À propos du Réseau Comète, il dira après la guerre : 

« Comète était composé de femmes et d’hommes de toutes les conditions sociales, non-croyants et croyants, pauvres et riches, roturiers et nobles, tous unis par cet esprit de la Ligne que j’ai à peine évoqué, qui leur donnait une certaine qualité d’âme, difficile à définir, mais qui vous saisissait tout entier. (…) J’ai compris, et mieux de jour en jour, que la vraie noblesse est celle du cœur. »

## Publications
- Frère François, La Fraternité au bord du fleuve, journal d'un petit frère de l'Évangile chez les Indiens Ye'cuanas, 1963-1969... — Paris, Éditions du Cerf, 1971.
- Jean François Nothomb, « Mémoires de Jean François Nothomb » Communications, vol. 6, no. 2, été 1992.
- Jean François Nothomb, « Does the Papacy Have a Future? », CrossCurrents, vol. 49, no 1,‎ 1999, p. 96–103 (ISSN 0011-1953, lire en ligne, consulté le 5 août 2024)
- Jean-François Nothomb, in memoriam, Julius Nyerere (1921-1999), Revue générale, Duculot, Wavre, janvier 2000, pp. 39 et sq, (lire en ligne).
- Jean-François Nothomb, Billet de Rome, Un coup de tonnerre dans un ciel apparemment serein, Revue générale, Duculot, Wavre, mars 2000, pp. 73 et sq, (lire en ligne).

## Reconnaissances
- Distinguished service order[26];
- Croix de guerre avec palme[27];
- Commandeur de l'Ordre de Léopold II avec palme[27].